# ПБ (пістолет)
Пістолет безшумний (ПБ) — радянський самозарядний пістолет малошумної стрільби. Індивідуальна зброя прихованого застосування підрозділів воєнної розвідки та спецпідрозділів інших силових структур.

## Історія створення пістолета
За даними окремих джерел, поштовхом для створення у СРСР безшумного пістолета подібної конструкції стало захоплення радянськими спецслужбами американського пістолета «Хай Стандард» у збитого 1 травня 1960 року над радянською територією льотчика-розвідника Френсіса Пауерса.
Пістолет ПБ (індекс ГРАУ 6П9) був розроблений у науково-дослідному інституті стрілецької і гарматної зброї ЦНДІ ТОЧМАШ у Клімовську під Москвою на основі конструкції пістолета Макарова (ПМ). Конструктор О. Дерягін.
У 1967 році пістолет прийнятий на озброєння бригад (розвідувальних пунктів) спеціального призначення, рот спеціального призначення армійських розвідувальних батальйонів, а також спецпідрозділів КДБ «Альфа» і «Вимпел».

## Конструкція зброї
В пістолеті застосовується спеціальний інтегрований глушник звуку пострілу, який складається з двох частин. Це рішення дозволило зберігати і носити пістолет із знятою передньою частиною глушника (насадкою), а перед застосуванням швидко встановлювати насадку на зброю. За цього пістолет зберігає можливість безпечного для стрільця ведення вогню при знятій насадці, що важливо в критичних ситуаціях.
Пістолет ПБ повністю успадкував від пістолета ПМ конструкцію ударно-спускового механізму з самовзводом і розташованим зліва на затворі запобіжником, який при включенні автоматично знімає курок з бойового взводу. Тим не менше, пістолет Дерягіна є самостійною системою — через те, що передня частина ствола закрита глушником, затвор має невелику довжину, що не дозволяє розмістити всередині нього поворотну пружину. Тому поворотна пружина розміщена в руків'ї, взаємодіючи через хитний двоплечний важіль із затвором-кожухом.
На подовженому стволі пістолета розташована розширювальна камера, в якій знаходиться рулон металевої сітки, яка знижує температуру порохових газів, що відводяться через отвори, виконані вздовж нарізу ствола. До передньої частини розширювальної камери різьбовим з'єднанням кріпиться з'ємна частина глушника, в якій розміщено сепаратор із шайбами, що мають різні кути нахилу, та які розділяють і перенаправляють потік порохових газів, і, таким чином, знижують їх швидкість — звук пострілу різко зменшується.
Прицільні пристосування фіксовані, нерегульовані. У пістолеті використовуються штатні магазини від ПМ на вісім патронів 9×18 мм ПМ.